# Villarsel-sur-Marly

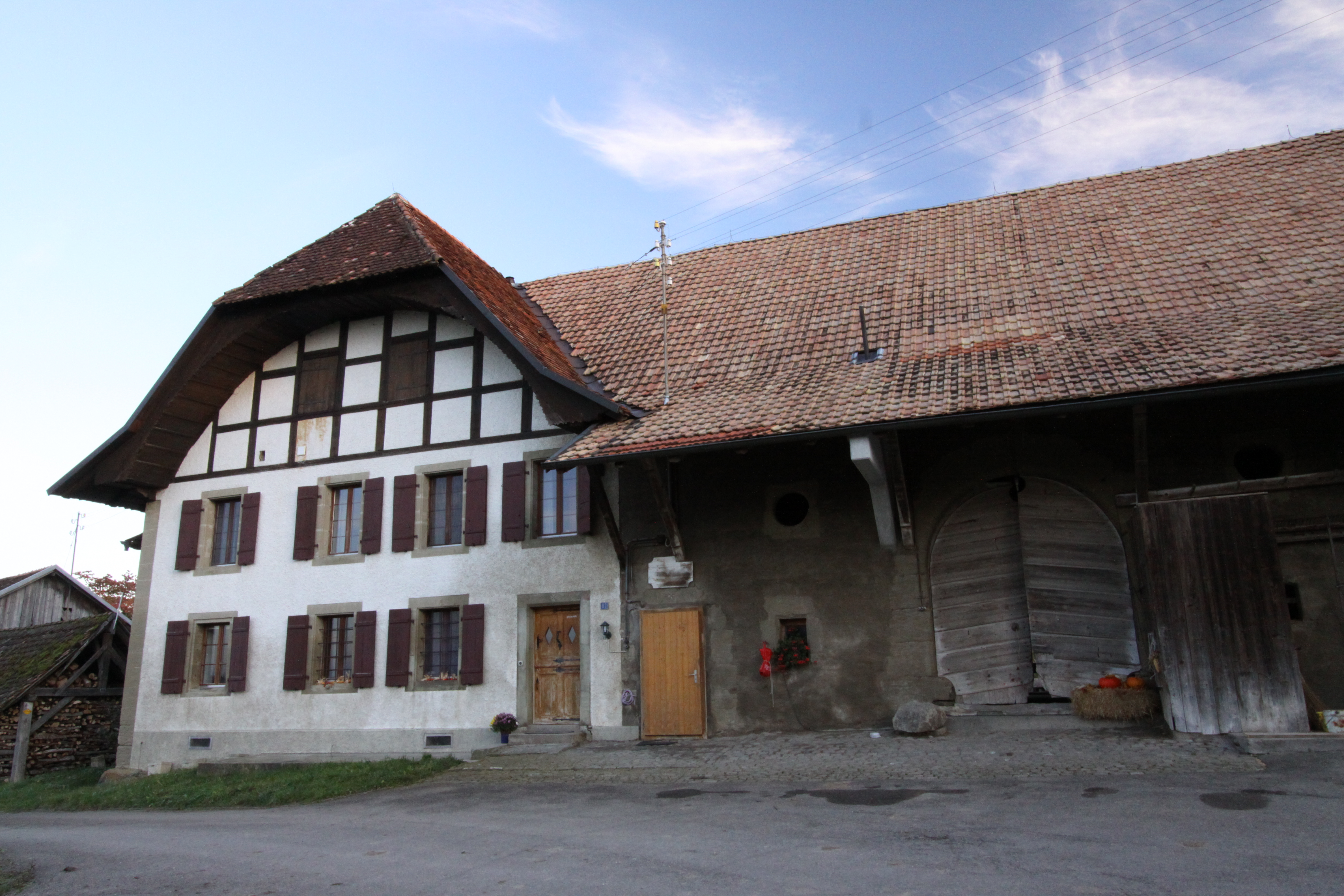
Bauernhof der Kommende Saint-Jean, Chemin de Villarsel 83

Villarsel-sur-Marly (Freiburger Patois Vèrlachiⓘ) ist eine politische Gemeinde im District de la Sarine (deutsch: Saanebezirk) des Kantons Freiburg in der Schweiz. Die früheren deutschen Namen Willischert und Villarsel ob Mertenlach werden heute nicht mehr verwendet.

## Geographie
Villarsel-sur-Marly liegt auf 736 m ü. M., 6 km südlich der Kantonshauptstadt Freiburg (Luftlinie). Die Streusiedlungsgemeinde erstreckt sich an einem nach Norden geneigten Hang über dem Tal der Ärgera (französisch: Gérine), in der voralpinen Hügelzone des Freiburger Mittellandes.
Die Fläche des 1,4 km² grossen Gemeindegebiets umfasst einen Abschnitt der voralpinen Hügellandschaft östlich des Saanegrabens. Die nördliche Grenze verläuft streckenweise entlang dem Flusslauf der Ärgera; im Osten wird das Gebiet durch ihren linken Zufluss Nesslerabach begrenzt. Von den Tälern erstreckt sich der Gemeindeboden südwärts über einen steilen Waldhang auf die Höhe bei Villarsel und erreicht oberhalb des Gehöfts La Rochette mit 761 m ü. M. die höchste Erhebung von Villarsel-sur-Marly. Von der Gemeindefläche entfielen 1997 4 % auf Siedlungen, 19 % auf Wald und Gehölze, 75 % auf Landwirtschaft, und etwas mehr als 2 % war unproduktives Land.
Villarsel-sur-Marly besteht aus verschiedenen Hofsiedlungen und Einzelhöfen; Zentrum der Gemeinde ist La Commanderie. Nachbargemeinden von Villarsel-sur-Marly sind Marly, Pierrafortscha, Tentlingen, Le Mouret und Bois-d’Amont.

## Bevölkerung
Mit 74 Einwohnern (Stand 31. Dezember 2023) gehört Villarsel-sur-Marly zu den kleinsten Gemeinden des Kantons Freiburg. Von den Bewohnern sind 89,2 % französischsprachig, 6,8 % deutschsprachig, und 4,0 % sprechen Italienisch (Stand 2000). Die Bevölkerungszahl von Villarsel-sur-Marly belief sich 1900 auf 87 Einwohner. Nach einem Höchststand 1940 mit 95 Einwohnern nahm die Bevölkerung bis 1980 durch starke Abwanderung um über 50 % auf 46 Personen ab. Erst seither wurde wieder ein deutliches Bevölkerungswachstum verzeichnet.

## Wirtschaft
Villarsel-sur-Marly lebt noch heute von der Landwirtschaft, insbesondere von der Milchwirtschaft und der Viehzucht. In den letzten Jahren hat sich das Dorf auch zu einer Wohngemeinde entwickelt. Viele Erwerbstätige sind deshalb Wegpendler, die hauptsächlich in der Region Freiburg arbeiten.

## Verkehr
Die Gemeinde ist verkehrsmässig recht gut erschlossen. Sie liegt nur wenig neben der Hauptstrasse von Freiburg via La Roche nach Bulle. Durch die Buslinien der Transports publics Fribourgeois, die von Freiburg via La Roche nach Bulle beziehungsweise Jaun führen, ist Villarsel-sur-Marly an das Netz des öffentlichen Verkehrs angebunden.

## Geschichte
Im Mittelalter unterstand Villarsel-sur-Marly der Herrschaft Arconciel. Auch die Johanniter in Freiburg hatten Grundbesitz auf dem Gemeindegebiet. Spätestens 1442 kam Villarsel-sur-Marly unter die Herrschaft von Freiburg und wurde der Alten Landschaft (Burgpanner) zugeordnet. Nach dem Zusammenbruch des Ancien Régime (1798) gehörte das Dorf während der Helvetik zum Bezirk La Roche und ab 1803 zum Bezirk Freiburg, bevor es 1848 mit der neuen Kantonsverfassung in den Saanebezirk eingegliedert wurde.

## Sehenswürdigkeiten
In Villarsel-sur-Marly befindet sich ein repräsentativer Gutshof, der in der Zeit von 1729 bis 1733 erbaut wurde.

## Persönlichkeiten
- Frédéric Gendre (1819–1900), Jurist und Politiker